# Sestii
Légende :
♦Patricien, ♦Plébéien, ♦Consulaire, ♦Sénatorial, ♦Équestre
Gens et Liste des gentes romaines
Les Sestii sont les membres de la gens romaine Sestia, dont le premier membre connu apparaît au milieu du Ve siècle av. J.-C. avec pour cognomen Capitolinus Vaticanus. La gens Sestia est parfois confondue par les auteurs antiques avec la gens Sextia.
Les premiers Sestii ont pu être de rang patricien mais les Sestii de la fin de la République sont de rang plébéien.

## Principaux membres

### Début de la République
- Vibius Sestius, (v.-545 - ?);
  - Quintus Sestius, (v.-520 - ?):
    - Publius Sestius Capitolinus Vaticanus, (v.-495 - ap.-451), consul en 452 av. J.-C.
- Publius ou Lucius[a 1] Sestius, accusé de meurtre par le décemvir Caius Iulius Iullus[a 2],[1]
- Publius Sestius, questeur en 414 av. J.-C., sous les ordres du tribun consulaire Marcus Postumius Albinus. Il est tué par des soldats romains mutinés après la prise de Bolae sur les Èques[2],[a 3].

### Fin de la République
- Lucius Sestius, (v.-120 - av.-57), tribun de la plèbe en -91[a 4]

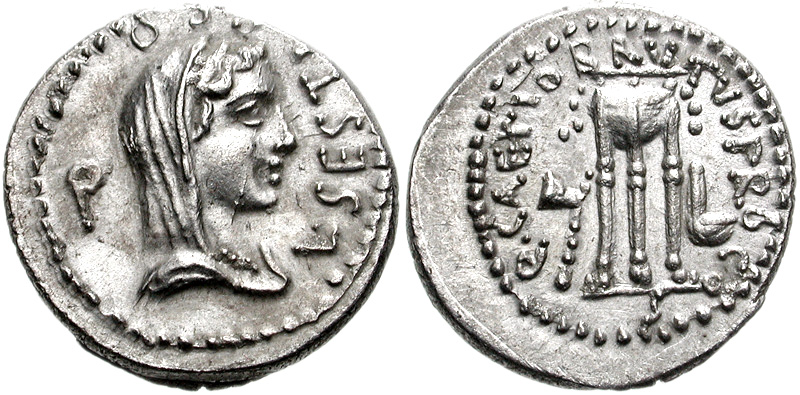
Denarius frappé en Orient par le proquesteur de Brutus, Lucius Sestius, consul suffect en 23 av. J.-C.

  - Publius Sestius, (v.-95 - ap.-35), préteur en 53 av. J.-C., ami de Cicéron. Ce dernier prend en charge sa défense en tant qu'avocat en 56 av. J.-C. Il se range aux côtés de Pompée durant la guerre civile puis rejoint César qui l'envoie en Cappadoce en 48 av. J.-C.
    - Lucius Sestius Albinianus Quirinalis, (v.-73 - ap.-19), Consul suffect en 23 av. J.-C.
    - Sestia, (v.-72 - ap.-56);
- Lucius Sestius Pansa, s'oppose à Quintus Tullius Cicero, frère cadet de Cicéron, en 54 av. J.-C.[a 5]
- Publius Sestius, mentionné par Cicéron, condamné pour une raison inconnue[a 6].
- Titus Sestius Gallus, propriétaire des terres sur lesquelles Publius Clodius Pulcher est assassiné en 52 av. J.-C.[a 7]

### Sous le Principat
- Sestia Ravonilla, fille d'un Marcus (Sestius), mère de Marcus Cassius Rufus, un chevalier romain[3]